# Winfried Ulrich
Winfried Ulrich (ur. 25 sierpnia 1941 w Drawsku Pomorskim) – niemiecki językoznawca, germanista, dydaktyk języka niemieckiego, profesor.

## Życiorys
Uczęszczał do szkoły w Uetersen (Szlezwik-Holsztyn). Studiował germanistykę i teologię ewangelicką na uniwersytetach w Hamburgu i Tybindze. W roku 1969 uzyskał stopień doktora filologii na podstawie dysertacji o słownictwie niemieckich pieśni kościelnych w XVI wieku. Został asystentem na uniwersytecie w Kilonii, a w latach 1970–1980 pracował na etacie profesora języka niemieckiego i literatury oraz dydaktyki w Wyższej Szkole Pedagogicznej w Reutlingen (Badenia-Wirtembergia). W latach 1980–1994 zatrudniony w Wyższej Szkole Pedagogicznej w Kilonii. Był tam prorektorem (1987-1990) oraz rektorem (1990-1993). Po włączeniu WSP do Uniwersytetu im. Christiana Albrechta w Kilonii został w 1984 dyrektorem Katedry Języka Niemieckiego i Dydaktyki (Seminar für Deutsche Sprache). W latach 1996–1998 sprawował funkcję dziekana Wydziału Pedagogicznego (Erziehungswissenschaftliche Fakultät), a 2003-2006 funkcję dyrektora Katedry Germanistyki. W roku 2006 przeszedł na emeryturę.
W latach 2004–2009 był przewodniczącym Towarzystwa Szlezwik-Holsztyn na uniwersytecie kilońskim.
Kilkakrotnie przebywał jako profesor wizytujący na uniwersytetach zagranicznych: Tucson (Arizona) (1993/94, 2002/03), Brisbane i Melbourne (1998/99), Yamaguchi (2002), Kagoshima (2005), Hiroshima (2011).

## Osiągnięcia naukowe i dydaktyczne
Tematyka badań naukowych i publikacji: semantyka leksykalna, leksykon mentalny, słowotwórstwo, dydaktyka języka niemieckiego, nauczanie słownictwa, gry słowne (Sprachspiele). Ulrich jest autorem monografii naukowych, autorem lub redaktorem materiałów dydaktycznych do nauki języka niemieckiego, autorem wielokrotnie wznawianego słownika terminów lingwistycznych.

### Publikacje książkowe (wybór)
- Semantische Untersuchungen zum Wortschatz des Kirchenliedes im 16. Jahrhundert (Hamburg 1969).
- Wörterbuch. Linguistische Grundbegriffe (Kilonia 1972, 5. wyd. 2002)
- Das Bild als Sprech- und Schreibimpuls. Zur Förderung kommunikativer und kognitiver Fähigkeiten durch Verwendung von Bildmaterial im Deutschunterricht der Primar- und Sekundarstufe (Frankfurt 1976)
- Linguistik für den Deutschunterricht. Beispieltexte und Arbeitsaufgaben zur Einführung in die Sprachwissenschaft und für den Lernbereich Reflexion über Sprache (Braunschweig 1977, 6. wyd. 1995)
- Der Witz im Deutschunterricht (Braunschweig 1980)
- Sprachspiele. Texte und Kommentare. Lese- und Arbeitsbuch für den Deutschunterricht (Aachen 1999, 2. wyd. 2001)
- Didaktik der deutschen Sprache: Ein Arbeits- und Studienbuch in drei Bänden. Texte, Materialien, Reflexionen (Stuttgart 2001).
- (red.) Deutsch in Estland und Ungarn: Beiträge zur Germanistik und Fachdidaktik (2001)
- Wörter, Wörter, Wörter. Wortschatzarbeit im muttersprachlichen Deutschunterricht. Anleitung und praktische Übungen mit 204 Arbeitsblättern in Form von Kopiervorlagen (Baltmannsweiler 2007, 3. wyd. 2013)[4]
- Treffliche Pointen. Humor und Scharfsinn in Aphorismen, Cartoons, Anekdoten, Witzen (Baltmannsweiler 2010)
- Wortbildung und Kollokationen im Deutschunterricht. Förderung der Sprachkompetenz durch Erwerb morphologischer Bewusstheit, Wortschatzerweiterung und Verbesserung der Ausdrucksfähigkeit (mit 112 Arbeitsblättern in Form von Kopiervorlagen) (Baltmannsweiler 2016)
- Sprachwandel, sprachliche Zweifelsfälle und Entwicklungstendenzen der Gegenwartssprache im Deutschunterricht und im Studium. Mit einem Theorieteil, mit Untersuchungsmaterial und mit 70 Arbeitsblättern (Baltmannsweiler 2020)
- Sprachspielerische und sprachverfremdende Texte im Deutschunterricht der Sekundarstufen. Sprachdidaktische und literaturdidaktische Anregungen. Mit einem Theorieteil und Arbeitsblättern (Baltmannsweiler 2021)

### Publikacje we współpracy z polskimi germanistami
- Denglischer AKÜFI? Kürzel deutscher und englischer Vollwörter in der deutschen Gegenwartssprache – linguistische Beschreibung und sprachdidaktischer Kommentar,, [w:] (red.) Ryszard Lipczuk, Krzysztof Nerlicki, Werner Westphal. Kommunikation für Europa. Sprachkontakte – Sprachkultur – Sprachenlernen. Materialien von der sprachwissenschaftlichen Konferenz Szczecin – Pobierowo, 07.09-09.09.2003, s. 11–22.
- „Wie geht’s?”. Polysemie und Radialsemantik, [w:] Colloquia Germanica Stetinensia nr 14. Jubiläumsheft des Germanistischen Instituts der Universität Szczecin. 2005, s. 15–30.
- „Schläfer” – semantisches Foregrounding und Backgrounding am Beispiel einer polysemen Verbalableitung, [w:] Colloquia Germanica Stetinensia nr 15. 2007, s. 7–16.
- Eine Tasse ist eine Tasse? Auf welche Semantik sollen Wortschatzerweiterung und Wortschatzvertiefung sich stützen?, [w:] Ryszard Lipczuk, Przemysław Jackowski (red.), Wörter und Wörterbücher. Übersetzung und Spracherwerb = Stettiner Beiträge zur Sprachwissenschaft. Bd. 1. Hamburg: Dr. Kovač, 2008, s. 9–39.
- Syntax oder Lexikon? Was steht im Zentrum von Sprachtheorie, Sprachbeschreibung und Sprachdidaktik?, [w:] Ryszard Lipczuk, Przemysław Jackowski (red.), Sprachkontakte – Sprachstruktur. Entlehnungen – Phraseologismen = Stettiner Beiträge zur Sprachwissenschaft. Bd. 2. Hamburg: Dr. Kovač, 2009, s. 9–23.
- „Versuchen ist nicht so übel als Verfinden” – Kreative Wortbildung zwischen Sprachsystem und Pointenbildung im Text, [w:]: Diskurslinguistik – Systemlinguistik. Theorien – Texte – Fallstudien. Red. Ryszard Lipczuk, Jürgen Schiewe, Werner Westphal, Dorota Misiek. Hamburg: Dr. Kovač, 2010 (= Stettiner Beiträge zur Sprachwissenschaft. Bd. 3), s. 217–233.
- „Zeit ist Geld”, sagte der Ober, da addierte er das Datum mit. Zur Vernetzung von Sagwörtern im mentalen Lexikon,, [w:] Sprachkontakte und Lexikon. Festschrift zum 65. Geburtstag von Prof. Ryszard Lipczuk. Red. Jolanta Mazurkiewicz-Sokołowska, Dorota Misiek, Werner Westphal. Hamburg: Dr. Kovač, 2013, s. 169–179.
- Die Bewältigung lexikalischer Textrezeptionsprobleme durch morphologische Bewusstheit, [w:] Cogito ergo sum – Wortschatz, Kognition, Text. Professor Ryszard Lipczuk zum 70. Geburtstag gewidmet. Red. Barbara Komenda-Earle, Krzysztof Nerlicki, Katarzyna Sztandarska, Monika Kasjanowicz-Szczepańska = Stettiner Beiträge zur Sprachwissenschaft. Bd. 12. Hamburg: Dr. Kovač, 2019, s. 305–321.

## Nagrody i wyróżnienia
- Doktorat honoris causa Uniwersytetu Tallińskiego (Estonia)
- Doktorat honoris causa Uniwersytetu Segedyńskiego (Węgry)
- Medal Uniwersytetu im. Christiana Albrechta w Kilonii[1]